# مگنوس پرشون
مگنوس پرشون (سوئدی: Magnus Pehrsson؛ زادهٔ ۲۵ مهٔ ۱۹۷۶) بازیکن سابق و مربی فوتبال اهل سوئد است.
از باشگاه‌هایی که در آن بازی کرده‌است می‌توان به باشگاه فوتبال دیورگاردن، باشگاه فوتبال گوتبورگ، و باشگاه فوتبال برادفورد سیتی اشاره کرد.
وی همچنین در تیم‌های ملی فوتبال زیر ۱۷ سال سوئد, زیر ۱۹ سال سوئد، زیر ۲۱ سال سوئد بازی کرده‌است.